# Списак владара средњовјековне Босне
Списак владара Босне обухвата владаре (кнезове, банове и краљеве) који су владали средњовековном босанском државом.

## Списак владара

### Легенда
| * | Година рођења                                    |
| † | Година смрти                                     |
|   | Спорни владари                                   |
|   | Претенденти на престо. Владарски статус оспорен! |

### Кнежевина Босна (1083 - 1154)
| Стефан | око 1083 - око 1120 | Стефан је био први познати кнез Босне, а на то место поставио га је краљ Константин Бодин из династије Војислављевића, око 1083. године, приликом освајања Босне. До смрти краља Бодина, Стефан је био његов вазал, као и Вукан, владар Рашке. |

### Бановина Босна (1154 - 1377)
| Име                                   | Владавина              | Белешке                        | Белешке                         | Белешке              |  |
| Бановина Босна                        | Бановина Босна         | Бановина Босна                 | Бановина Босна                  | Бановина Босна       |  |
| Династија Боричевића                  | Династија Боричевића   | Династија Боричевића           | Династија Боричевића            | Династија Боричевића |  |
| ------------------------------------- | ---------------------- | ------------------------------ | ------------------------------- | -------------------- |  |
| Борић (* ? - † око 1165)              | 1154 - око 1164        |                                |                                 |                      |  |
|                                       |                        |                                |                                 |                      |  |
| Династија Кулинића                    |                        |                                |                                 |                      |  |
| Кулин (* ? - † 1204)                  | око 1180 - 1204        |                                |                                 |                      |  |
| Стефан Кулинић                        | 1204 - око 1232        |                                |                                 |                      |  |
| Династија Радивојевића                |                        |                                |                                 |                      |  |
| Матеј Нинослав                        | око 1232 - око 1250    |                                |                                 |                      |  |
| Династија Котроманића                 |                        |                                |                                 |                      |  |
| Пријезда I (* 1211 - † 1287)          | oko 1250 - 1287        |                                |                                 |                      |  |
| Пријезда IIСтефан I (* 1242 - † 1314) | 1287 - 12901287 - 1314 |                                | Династија Шубића                | Династија Шубића     |  |
| Пријезда IIСтефан I (* 1242 - † 1314) | 1287 - 12901287 - 1314 | Младен I (* oko 1255 - † 1304) | 1299 - 1304                     |                      |  |
| Стефан II (* 1292 - † 1353)           | 1314 - 1353            |                                | Младен II (* oko 1275 - † 1341) | 1304 - 1320          |  |
| Твртко I (* 1338 - † 1391)            | 1353 - 1377            |                                |                                 |                      |  |
| Вук (* 1345 - † ?)                    | 1366 - 1367            |                                |                                 |                      |  |

### Краљевина Босна (1377 - 1463)
| Слика                 | Име                                    | Владавина                     | Белешке               |                       |
| Краљевина Босна       | Краљевина Босна                        | Краљевина Босна               | Краљевина Босна       | Краљевина Босна       |
| Династија Котроманића | Династија Котроманића                  | Династија Котроманића         | Династија Котроманића | Династија Котроманића |
| --------------------- | -------------------------------------- | ----------------------------- | --------------------- | --------------------- |
|                       | Стефан Твртко I (* 1338 - † 1391)      | 1377 - 1391                   |                       |                       |
|                       | Стефан Дабиша (* oko 1340 - † 1395)    | 1391 - 1395                   |                       |                       |
|                       | Јелена Груба                           | 1395 - 1398                   |                       |                       |
|                       | Стефан Остоја (* ? - † 1418)           | 1398 - 1404 (прва владавина)  |                       |                       |
|                       | Стефан Твртко II (* ? - † 1443)        | 1404 - 1409 (прва владавина)  |                       |                       |
|                       | Стефан Остоја (* ? - † 1418)           | 1409 - 1418 (друга владавина) |                       |                       |
|                       | Стефан Остојић (* ? - † 1421)          | 1418 - 1421                   |                       |                       |
|                       | Стефан Твртко II (* ? - † 1443)        | 1421 - 1443 (друга владавина) |                       |                       |
|                       | Радивој Остојић (* око 1410 - † 1463)  | 1432 - 1435                   |                       |                       |
|                       | Стефан Томаш (* ? - † 1461)            | 1443 - 1461                   |                       |                       |
|                       | Стефан Томашевић (* око 1438 - † 1463) | 1461 - 1463                   |                       |                       |

### Титуларни краљеви Босне
| Име                                   | Период                | Белешке               |                       |                       |
| Династија Котроманића                 | Династија Котроманића | Династија Котроманића | Династија Котроманића | Династија Котроманића |
| ------------------------------------- | --------------------- | --------------------- | --------------------- | --------------------- |
| Матија Шабанчић (* око 1445 - † 1471) | 1465 - 1471           |                       |                       |                       |
| Династија Хрватинића                  |                       |                       |                       |                       |
| Матија Војсалић (* око 1430 - † ?)    | 1471 - 1476           |                       |                       |                       |

| Никола Илочки (* 1410 - † 1477) | 1471 - 1477 |  |